# SLinCA@Home
SLinCA@Home (Scaling Laws in Cluster Aggregation — Інваріантність щодо масштабу|Масштабоінваріантні закономірності в агрегації кластерів) — це науково-дослідний проект, який використовує комп'ютери, з'єднані глобальною мережею Інтернет, для досліджень в галузі матеріалознавства.

## Вступ
SLinCA@Home заснований групою наукових співробітників з Інституту металофізики ім. Г. В. Курдюмова (ІМФ) [Архівовано 3 березня 2022 у Wayback Machine.] Національної академії наук України (НАН України), Київ, Україна. Цей проект використовує програмне забезпечення Berkeley Open Infrastructure for Network Computing (BOINC) [Архівовано 17 лютого 2011 у Wayback Machine.], платформу SZTAKI Desktop Grid, та API для розподілених обчислень (DC-API) від SZTAKI. SLinCA@Home включає декілька наукових програм присвячених пошуку масштабоінваріантних закономірностей в експериментальних даних і результатах комп'ютерного моделювання.

## Історія
Проект SLinCA@Home раніше був запущений в січні 2009 р. як частина проекту EDGeS [Архівовано 20 січня 2022 у Wayback Machine.] Сьомої Рамкової Програми (Seventh Framework Programme — FP7) [Архівовано 26 лютого 2011 у Wayback Machine.] Європейського Союзу (ЄС) для фінансування наукових досліджень і технологічного розвитку в Європі. У 2009—2010 він використовував потужності локального «Настільного Гріда» (НГ) [Архівовано 1 березня 2011 у Wayback Machine.] ІМФ [Архівовано 3 березня 2022 у Wayback Machine.], але із грудня 2010 року використовує інфраструктуру розподілених обчислень, яка надається волонтерами для вирішення складних обчислювальних завдань, пов'язаних з пошуком масштабоінваріантних закономірностей в експериментально отриманих та модельованих наукових даних. Зараз проект управляється групою вчених з ІМФ [Архівовано 3 березня 2022 у Wayback Machine.] НАН України у тісній співпраці з партнерами з IDGF [Архівовано 24 лютого 2011 у Wayback Machine.] та Distributed Computing team 'Ukraine' [Архівовано 14 березня 2022 у Wayback Machine.]. З червня 2010 SLinCA@Home працює в рамках проекту DEGISCO FP7 [Архівовано 26 лютого 2011 у Wayback Machine.] ЄС.

## Поточний статус

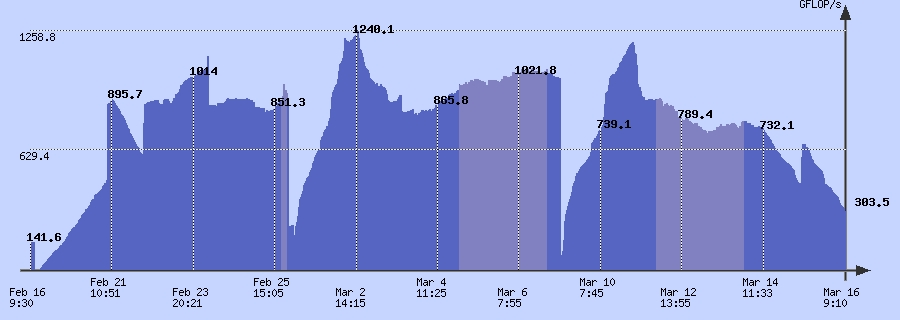
SLinCA@Home — продуктивність за 4 тижні, станом на 16 березня 2011.

Зараз SLinCA@Home має статус альфа-версії, що пов'язано з поступовою модернізацією серверної і клієнтської частин.
За неофіційною статистикою BOINCstats [Архівовано 8 липня 2011 у Wayback Machine.] (станом на 16 березня 2011) більш ніж 2000 волонтерів з 39 країн взяли участь у проекті, зробивши його другим за популярністю BOINC проектом в Україні (після проекту Magnetism@Home [Архівовано 3 червня 2011 у Wayback Machine.], який зараз не активний). Близько 700 активних користувачів забезпечують приблизно 0.5-1.5 TFLOPS обчислювальної потужності, яка дозволила б SLinCA@Home потрапити в найкращу 20-ку списку TOP500 [Архівовано 12 грудня 1998 у Wayback Machine.] суперкомп'ютерів … станом на червень 2005 року. :)
Зараз, одну програму (SLinCA) запущено на відкритій глобальної інфраструктурі розподілених обчислень (SLinCA@Home), а три інших
(MultiScaleIVideoP,
CPDynSG,
LAMMPS через ІРО) перебувають
в стадії тестування на закритому локальному Настільному Гріді (НГ) [Архівовано 1 березня 2011 у Wayback Machine.] ІМФ [Архівовано 3 березня 2022 у Wayback Machine.].

## Програми
Проект SLinCA@Home був створений для пошуку невідомих раніше масштабоінваріантних закономірностей за результатами експериментів і моделювання в наступних наукових програмах 

### Scaling Laws in Cluster Aggregation (SLinCA)
SLinCA (Scaling Laws in Cluster Aggregation) є першою програмою портованою на DG інфраструктуру лабораторією фізики деформаційних процесів ІМФ [Архівовано 3 березня 2022 у Wayback Machine.] НАН України. Її метою є знайти закони масштабної інваріантності в кінетичному сценарії агрегації мономеру в кластерах різних видів і в різних наукових областях.
Процеси агрегації кластерів досліджуються в багатьох галузях науки: агрегації дефектів в матеріалознавстві, динаміці популяцій в біології, рості і розвитку міст в соціології, і т. д. Існуючі експериментальні дані свідчать про наявність ієрархічної структури на багатьох масштабних рівнях. Наявні теорії пропонують безліч сценаріїв агрегації кластерів, формування ієрархічних структур, і пояснення їх масштабоінваріантних властивостей. Для їх перевірки необхідно використовувати потужні обчислювальні ресурси для обробки величезних баз даних експериментальних результатів. Звичайне моделювання одного процесу агрегації кластерів з 106 мономерами займає приблизно 1-7 днів на одному сучасному процесорі, в залежності від кількості кроків у методі Монте-Карло.
Виконання SLinCA в Гріді в інфраструктурі розподілених обчислень (ІРО), дозволяє використовувати сотні машин з достатньою обчислювальною потужністю для моделювання безлічі сценаріїв за набагато більш короткі терміни.
Типові технічні параметри для запуску ІРО-версії програми SLinCA в глобальній відкритій інфраструктурі розподілених обчислень (ІРО) (SLinCA@Home):
- Поточні умови для 1 завдання на 1 ядро процесора (2.4 GHz): час виконання ~2-4 години; RAM<60 Мб; НЖМД<40 Мб.
- Чекпойнтінг[що це?]: н/д (в процесі тестування).
- Хронометраж виконання завдань: нелінійний.

##### Наукові результати
Попередні результати програми SLinCA були отримані на EGEE обчислювальних ресурсах тестових інфраструктур CETA-CIEMAT та XtremWeb-HEP LAL; опубліковані в 2009 в стендовій доповіді 4th EDGeS training event and 3rd AlmereGrid Workshop, Алмере, Нідерланди (29-30 Березня, 2009).

##### Плани на майбутнє
Поточна версія програми SLinCA буде оновлена для стабільності чекпоінта, нової функціональності та підтримки NVIDIA GPU-розрахунків для виконання аналізу швидше (за оцінками від 50 до 200 % швидше).
Додаткова мета — це міграція на платформу OurGrid [Архівовано 13 червня 2021 у Wayback Machine.] для тестування і демонстрації потенційних механізмів взаємодії між світовими спільнотами з різними парадигмами розподілених обчислень. SLinCA планується портувати на платформу OurGrid [Архівовано 13 червня 2021 у Wayback Machine.], орієнтовану на підтримку пірінгових настільних грідів, які, за своєю природою, дуже відрізняються від волонтерських розподілених обчислень на базі «Настільного Гріда» (НГ) [Архівовано 1 березня 2011 у Wayback Machine.], як SZTAKI Desktop Grid.

### Multiscale Image and Video Processing (MultiScaleIVideoP)
Оптична мікроскопія зазвичай використовується для аналізу структурних характеристик матеріалів у вузьких діапазонах збільшення, невеликої досліджуваної області, і в статичному режимі. Однак безліч критичних процесів, пов'язаних з початком і динамічним поширенням руйнування спостерігаються в широкому часовому діапазоні від 10 −3с до 10 3с і на багатьох масштабних рівнях від 10 −6м (одиночні дефекти) до 10 −2м (пов'язані мережі дефектів). Програма Multiscale Image and Video Processing (MultiscaleIVideoP) призначена для обробки записаної еволюції матеріалів під час механічної деформації на випробувальній машині. Розрахунки включають в себе безліч параметрів фізичного процесу (швидкість, зусилля, збільшення, умови освітлення, апаратні фільтри, і т. д.) і параметрів обробки зображення (розподіл за розмірами, анізотропія, локалізація, параметри масштабування і т. д.). Тому розрахунки дуже трудомісткі і виконуються дуже повільно. Ось чому з'явилася крайня необхідність використання потужніших обчислювальних ресурсів. Виконання цієї програми в інфраструктурі розподілених обчислень (ІРО), дозволяє використовувати сотні машин з достатньою обчислювальною потужністю для обробки зображень і відео в більш широкому діапазоні масштабів і за набагато більш короткі терміни.
Типові технічні параметри для запуску ІРО-версії програми MultiScaleIVideoP на закритому локальному Настільному Гріді (НГ) [Архівовано 1 березня 2011 у Wayback Machine.] ІМФ [Архівовано 3 березня 2022 у Wayback Machine.] :
- Поточні умови для 1 завдання на 1 ядро процесора (2.4 GHz): час виконання ~ 20-30 хв; RAM<200 Мб; НЖМД<500 Мб.
- Чекпойнтінг: н/д (в процесі тестування).
- Хронометраж виконання завдань: лінійний.

##### Наукові результати
Попередні результати програми MultiScaleIVideoP були отримані на EGEE обчислювальних ресурсах тестових інфраструктур CETA-CIEMAT і XtremWeb-HEP LAL; опубліковані в 2009 в стендовій доповіді 4th EDGeS training event and 3rd AlmereGrid Workshop, Алмере, Нідерланди (29-30 березня, 2009).
У січні, 2011 були отримані і опубліковані подальші результати обробки даних відеоспостереження в ході експериментів з циклічним обмеженим навантаженням алюмінієвої фольги.

##### Плани на майбутнє
Поточна версія програми MultiScaleIVideoP буде оновлена для стабільності чекпоінта, нової функціональності та підтримки NVIDIA GPU-розрахунків для виконання аналізу швидше (за оцінками від 300 до 600 % швидше).

### City Population Dynamics and Sustainable Growth (CPDynSG)
Відомо, що зростання міст (муніципалітетів, округів тощо) пояснюється міграцією, злиттям, зростанням населення і т. д. Відмічено, що розподіл міст за їх розмірами в багатьох країнах підпорядковується статичному закону. Ця залежність підтверджується даними для популяцій в різних містах в період їх початкової історії. Населення у всіх великих містах зростає набагато швидше, ніж країна в цілому за значний діапазон часу. Однак, як і в містах, які досягли зрілості, їх зростання може сповільнитися або кількість населення може навіть знизитися з причин, не пов'язаних з міграцією в ще більші міста. Різні теорії дають темпи зростання, асимптотики, і розподілу таких груп населення. Важливою особливістю програми є порівняння наявних теорій з даними спостережень та прогнозування сценаріїв динаміки стійкого зростання населення для різних національних і міжнародних регіонів. Програма City Population Dynamics and Sustainable Growth (CPDynSG) дозволяє дослідити зв'язок між величезним обсягом експериментальних даних і знайти якісну відповідність між передбаченнями різних моделей і наявними історичними даними.
Типові технічні параметри для запуску ІРО-версії програми CPDynSG на закритому локальному Настільному Гріді (НГ) [Архівовано 1 березня 2011 у Wayback Machine.] ІМФ [Архівовано 3 березня 2022 у Wayback Machine.] :
- Поточні умови для 1 завдання на 1 ядро процесора (2.4 GHz): час виконання ~ 20-30 хв; RAM<20 Мб; НЖМД<50 Мб.
- Чекпойнтінг: н/д (в процесі тестування).
- Хронометраж виконання завдань: лінійний.

##### Наукові результати
У червні-вересні 2010 року були отримані результати щодо концепції, результатів портування ІРО-версії програми CPDynSG на базі платформи Berkeley Open Infrastructure for Network Computing (BOINC) [Архівовано 17 лютого 2011 у Wayback Machine.], платформу SZTAKI Desktop Grid, і API для розподілених обчислень (DC-API) від SZTAKI, а також попередні результати для розподілу розмірів міст в кількох країнах Центральної та Східної Європи. Відзначена характерна ізоляція розподілу розмірів міст в Угорщині, а також виявлена дуже схожа еволюція розподілу за розмірами міст в Україні та Польщі. Ці результати були представлені на
Cracow Grid Workshop'10 [Архівовано 28 липня 2011 у Wayback Machine.] (11-13 жовтня, 2010) в усній і стендовій доповідях. Представлений стенд був відзначений нагородою «За найкращу стендову доповідь Cracow Grid Workshop'09».

##### Плани на майбутнє
Поточна версія програми CPDynSG буде оновлена для стабільності чекпоінта, нової функціональності та підтримки NVIDIA GPU-розрахунків для виконання аналізу швидше (за оцінками від 50 до 200 % швидше).

### Large-scale Atomic/Molecular Massively Parallel Simulator (LAMMPS) вінфраструктурі розподілених обчислень (ІРО)
Пошук нових нанорозмірних функціональних пристроїв став справжнім «Ельдорадо» сучасної науки і він стимулює «Золоту лихоманку» в сучасному матеріалознавстві. Але контрольоване виробництво нанорозмірних функціональних пристроїв вимагає ретельного вибору і настройки критичних параметрів (елементів, потенціалів взаємодії, режимів зовнішнього впливу, температури тощо) атомної самоорганізації в розроблюваних моделях і структурах для наномасштабних функціональних пристроїв. Ось чому молекулярно-динамічне моделювання процесів нановиробництва з декомпозицією фізичних параметрів і перебором параметрів методом «грубої сили» є досить перспективним. Для цієї мети був вибраний дуже популярний некомерційний пакет з відкритим кодом LAMMPS «Large-scale Atomic / Molecular Massively Parallel Simulator» (LAMMPS) [Архівовано 22 вересня 2006 у Wayback Machine.] від Sandia National Laboratories [Архівовано 15 березня 2022 у Wayback Machine.] як кандидат для портування в інфраструктуру розподілених обчислень (ІРО) на основі платформи Berkeley Open Infrastructure for Network Computing (BOINC) [Архівовано 17 лютого 2011 у Wayback Machine.], SZTAKI Desktop Grid, і API для розподілених обчислень (DC-API) від SZTAKI. Як правило, для такого моделювання нанооб'єктів з багатьма параметрами потрібно надзвичайно багато обчислювальних ресурсів. Типове моделювання досліджуваних наноструктур для однієї конфігурації фізичних параметрів — наприклад, для моделювання фізичних процесів протягом 1-10 пікосекунд металевих монокристалів (Al, Cu, Mo, ітд.) З 10 7 атомів — потрібно приблизно 1 — 7 днів на одному сучасному процесорі.
Виконання LAMMPS в Гріді в інфраструктурі розподілених обчислень (ІРО) дозволяє використовувати сотні машин одночасно і отримумати величезну кількість обчислювальних ресурсів для проведення моделювання в широкому діапазоні фізичних параметрів (конфігурацій) і в набагато більш короткі терміни .
Типові технічні параметри для запуску ІРО-версії програми MultiScaleIVideoP на закритому локальному Настільному Гріді (НГ) [Архівовано 1 березня 2011 у Wayback Machine.] ІМФ [Архівовано 3 березня 2022 у Wayback Machine.] :
- Поточні умови для 1 завдання на 1 ядро процесора (2.4 GHz): час виконання ~ 2-48 годин; RAM<500 Мб; НЖМД<1 Гб.
- Чекпойнтінг: н/д (в процесі тестування).
- Хронометраж виконання завдань: лінійний.

##### Наукові результати
У вересні-жовтні 2010 отримані попередні результати були представлені в усній презентації на Міжнародній Конференції «Наноструктурні матеріали-2010»[недоступне посилання з лютого 2019], Київ, Україна

##### Плани на майбутнє
Поточна версія LAMMPS із застосуванням програми ІРО буде оновлена для стабільності чекпоінта, нової функціональності та підтримки NVIDIA GPU-розрахунків для виконання аналізу швидше (за оцінками від 300 до 500 % швидше).

## Партнери
SLinCA@Home співпрацює з
- партнерами в проектах FP7 [Архівовано 26 лютого 2011 у Wayback Machine.] ЄС:
  - проект DEGISCO
  - проект EDGeS [Архівовано 20 січня 2022 у Wayback Machine.]
- спільнотами волонтерів, які беруть участь в розподілених обчисленнях:
  - команда розподілених обчислень «Україна» [Архівовано 14 березня 2022 у Wayback Machine.]
- професійними спільнотами експертів в області розподілених обчислень:
  - Міжнародна федерація настільних грідів (International Desktop Grid Federation — IDGF) [Архівовано 24 лютого 2011 у Wayback Machine.].

## Нагороди

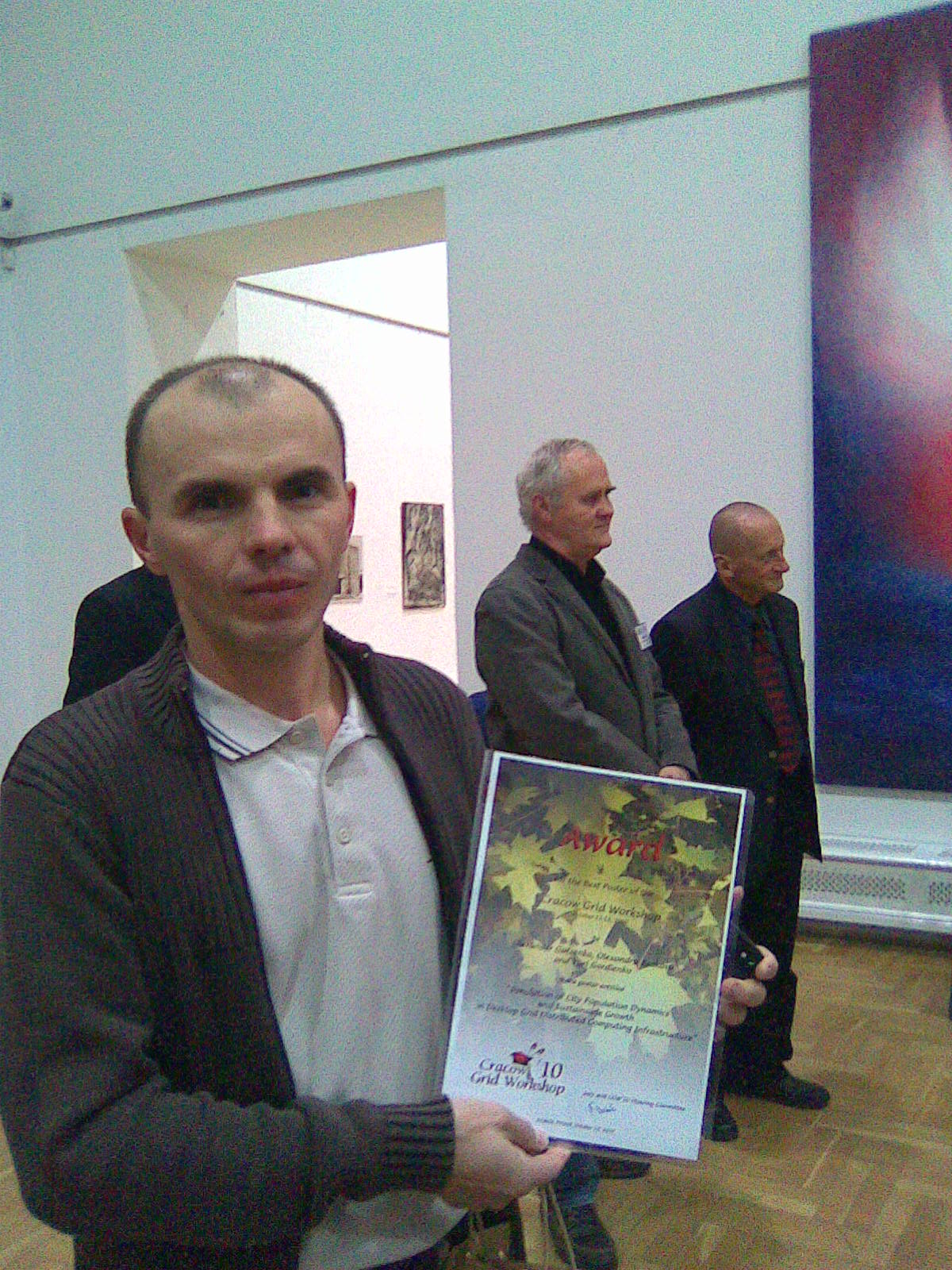
Партнер IDGF Юрій Гордієнко з дипломом за найкращий постер на CGW'10.

- 2009 — «За найкращу стендову доповідь Cracow Grid Workshop'09» [Архівовано 28 липня 2011 у Wayback Machine.], Краків, Польща (12-14 жовтня, 2009) — звіт про ідею та результати портування програми MultiScaleIVideoP з MATLAB-бібліотеками для інфраструктури розподілених обчислень (ІРО) на основі BOINC [Архівовано 17 лютого 2011 у Wayback Machine.] SZTAKI Desktop Grid платформ, та XtremWeb-HEP платформи, де застосовність інтеграції MATLAB об'єктів і кодів для розподілених обчислень демонструється на прикладі обробки зображень і відео в галузі матеріалознавства і мікроскопії.[9]

- 2010 — «За найкращу стендову доповідь Cracow Grid Workshop'10» [Архівовано 28 липня 2011 у Wayback Machine.], Краков, Польща (11-13 Жовтня, 2010) — звіт про концепції та результати портування CPDynSG програм для інфраструктури розподілених обчислень (ІРО) на основі BOINC [Архівовано 17 лютого 2011 у Wayback Machine.] SZTAKI Desktop Grid платформ, з порівняльним аналізом наявних теорій з експериментальними спостереженнями, а також типовими сценаріями динаміки зростання населення для різних країн Центральної та Східної Європи.[7]